# Беммел
Беммел (нід. Bemmel) — село в нідерландській провінції Гелдерланд. Входить до муніципалітету Лінгевард.
До 2001 року мало статус окремого муніципалітету.

## Галерея

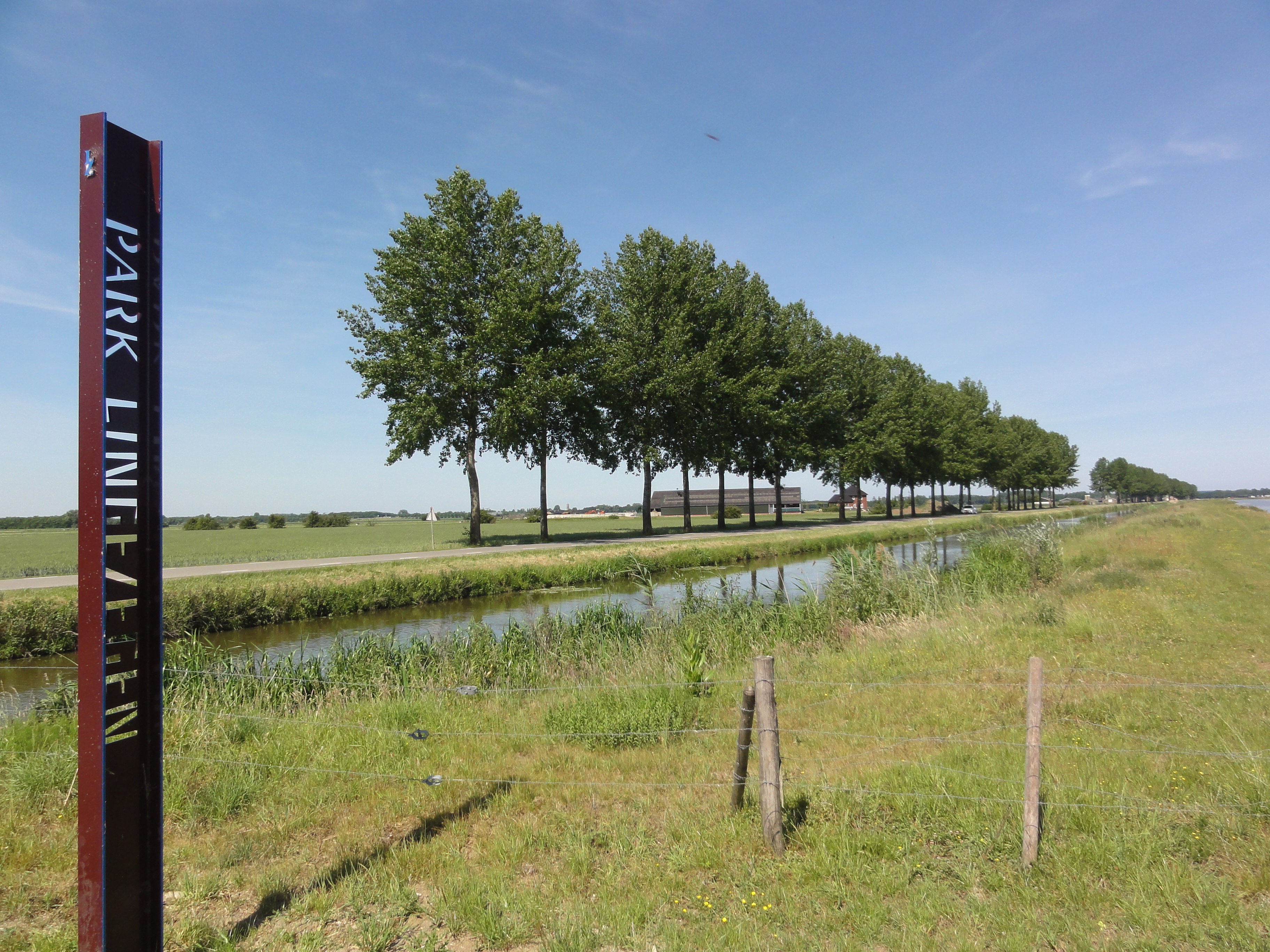
Течія Лінге селом
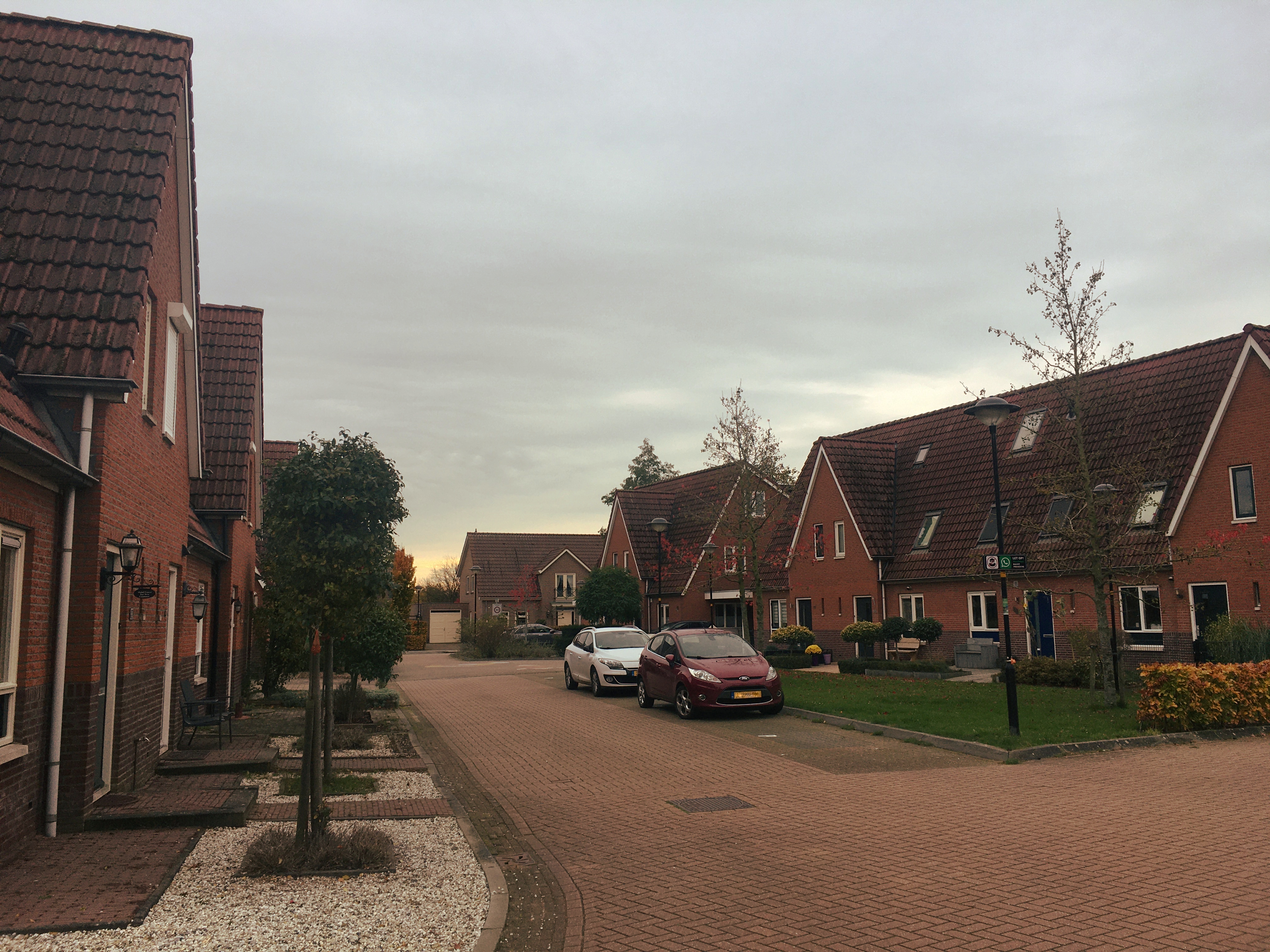
Новий житловий квартал
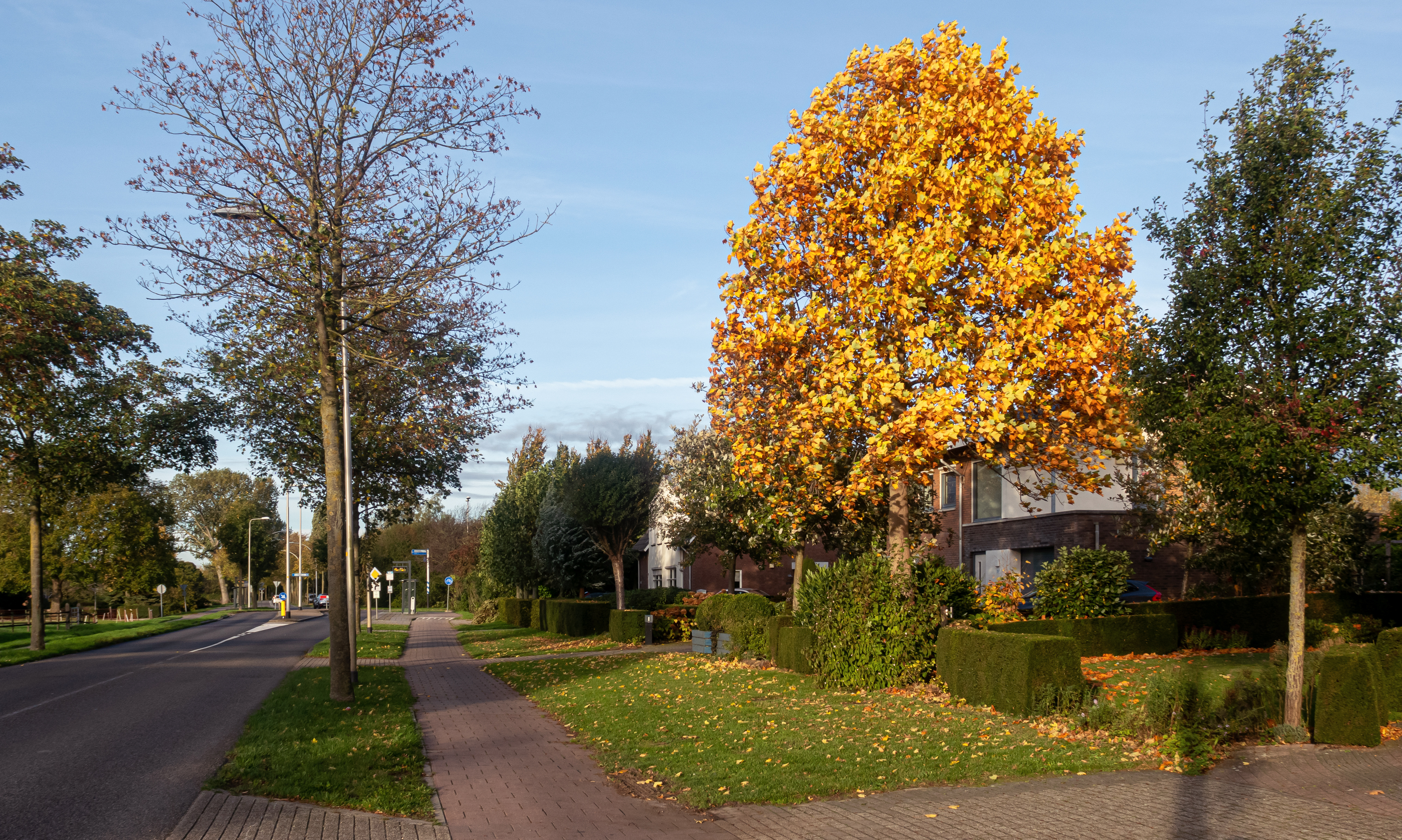
Сільська вулиця восени
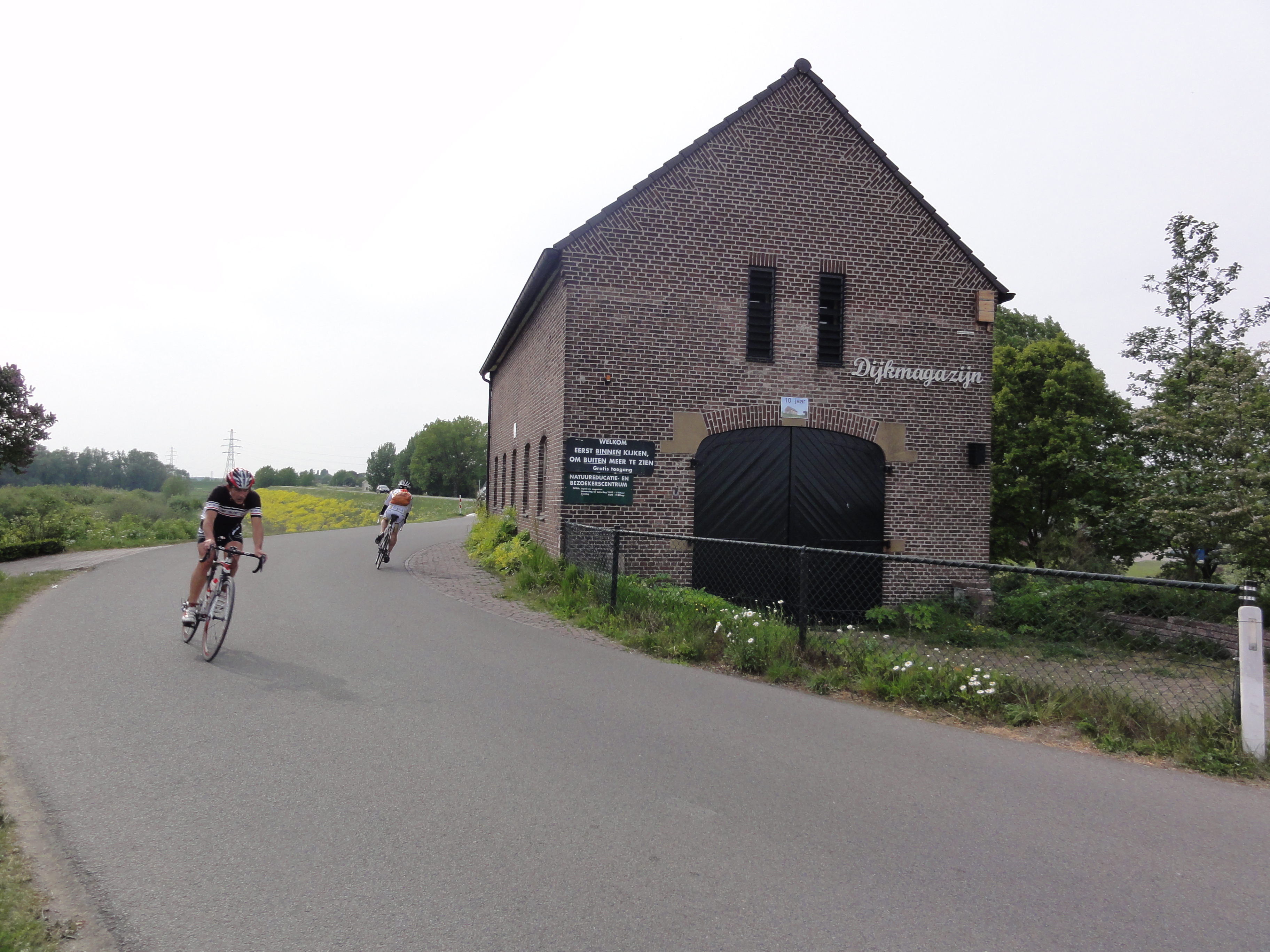
Гостьовий центр
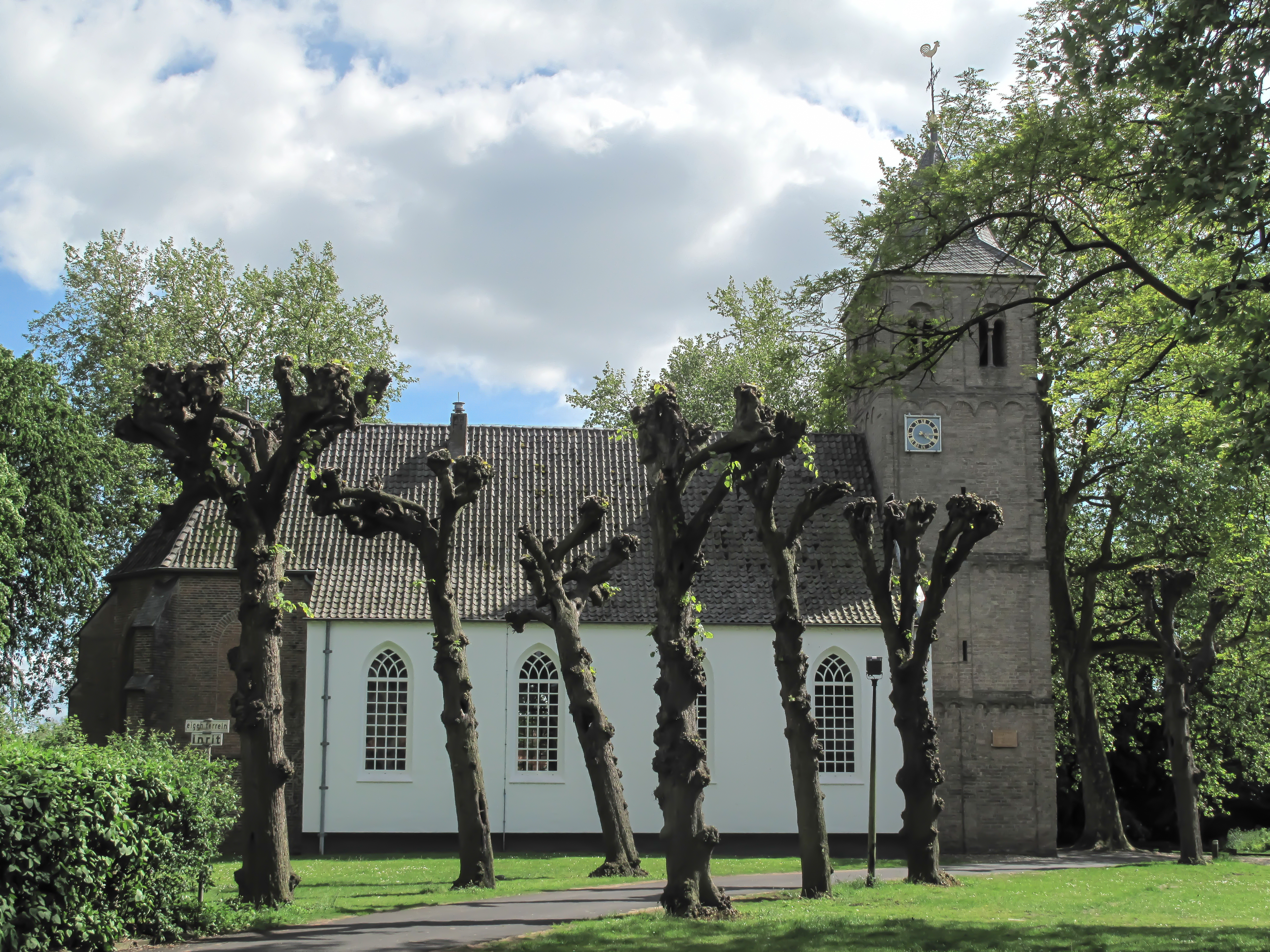
Протестанська церква